# Alphonse Milne-Edwards
Alphonse Milne-Edwards (13 de octubre de 1835 - 21 de abril de 1900) fue un ornitólogo, naturalista, botánico, carcinólogo francés. Era hijo de Henri Milne-Edwards.
Milne-Edwards fue profesor de ornitología en el Museo Nacional de Historia Natural en 1876, especializándose sobre todo en los pájaros fósiles y en la exploración del mar profundo. Fue el director del Museo en 1891.

## Obra
- Histoire naturelle des animaux. Masson, Paris 1890
- Notice sur quelques espèces d'oiseaux actuellement éteintes qui se trouvent représentées dans les collections du Muséum d'Histoire naturelle. Paris 1893
- Crustacés. Gauthier-Villars, Paris 1891
- Expéditions scientifiques du Travailleur et du Talisman pendant les années 1880, 1881, 1882, 1883. Masson, Paris 1888–1906
- Eléments de l'Histoire naturelle des Animaux. Masson, Paris 1882
- Notice sur les travaux scientifiques. Martinet, Paris 1879
- Recherches pour servir à l'histoire naturelle des mammifères. Masson, Paris 1868–74
- Recherches anatomiques et paléontologiques pour servir à l'histoire des oiseaux fossiles de la France. Massons, Paris 1867–71
- Recherches sur la faune ornithologique éteinte des iles Mascareignes et de Madagascar. Masson, Paris 1866–73
- Recherches anatomiques, zoologiques et paléontologiques sur la famille des Chevrotains. Martinet, Paris 1864
- Monographie des crustacés de la famille cancériens. Annales des sciences naturelles, zoologie, Series 4, 18 (1862) : 31-85 ; 20 (1863) : 273-324 ; Séries 5, 1 (1864) : 31-88 ; 3 (1865) : 297-351. 1862-1865
- Histoire des crustacés podophthalmaires fossiles. Annales des Sciences Naturelles, Séries 4, Zoologie, 14 : 129-294, pls. 1-10. 1860
- Rapport sur la production et l'emploi du sel en Angleterre... Paris 1850

## Abreviatura (zoología)
La abreviatura A.Milne-Edwards  se emplea para indicar a Alphonse Milne-Edwards como autoridad en la descripción y taxonomía en zoología.

- La abreviatura «Milne-Edw.» se emplea para indicar a Alphonse Milne-Edwards como autoridad en la descripción y clasificación científica de los vegetales.[1]